# サンチーム

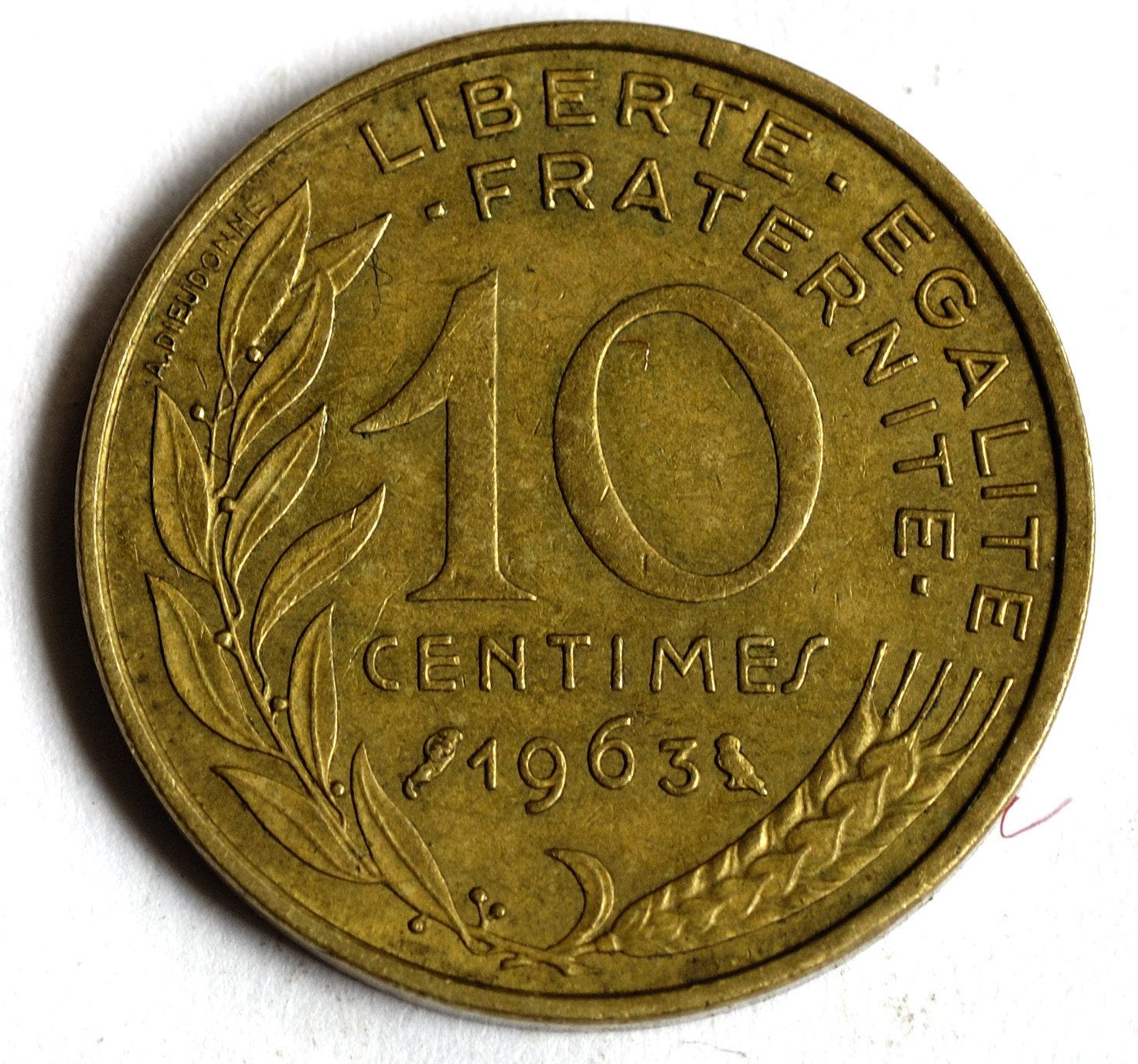
フランスの10サンチーム(1963年)

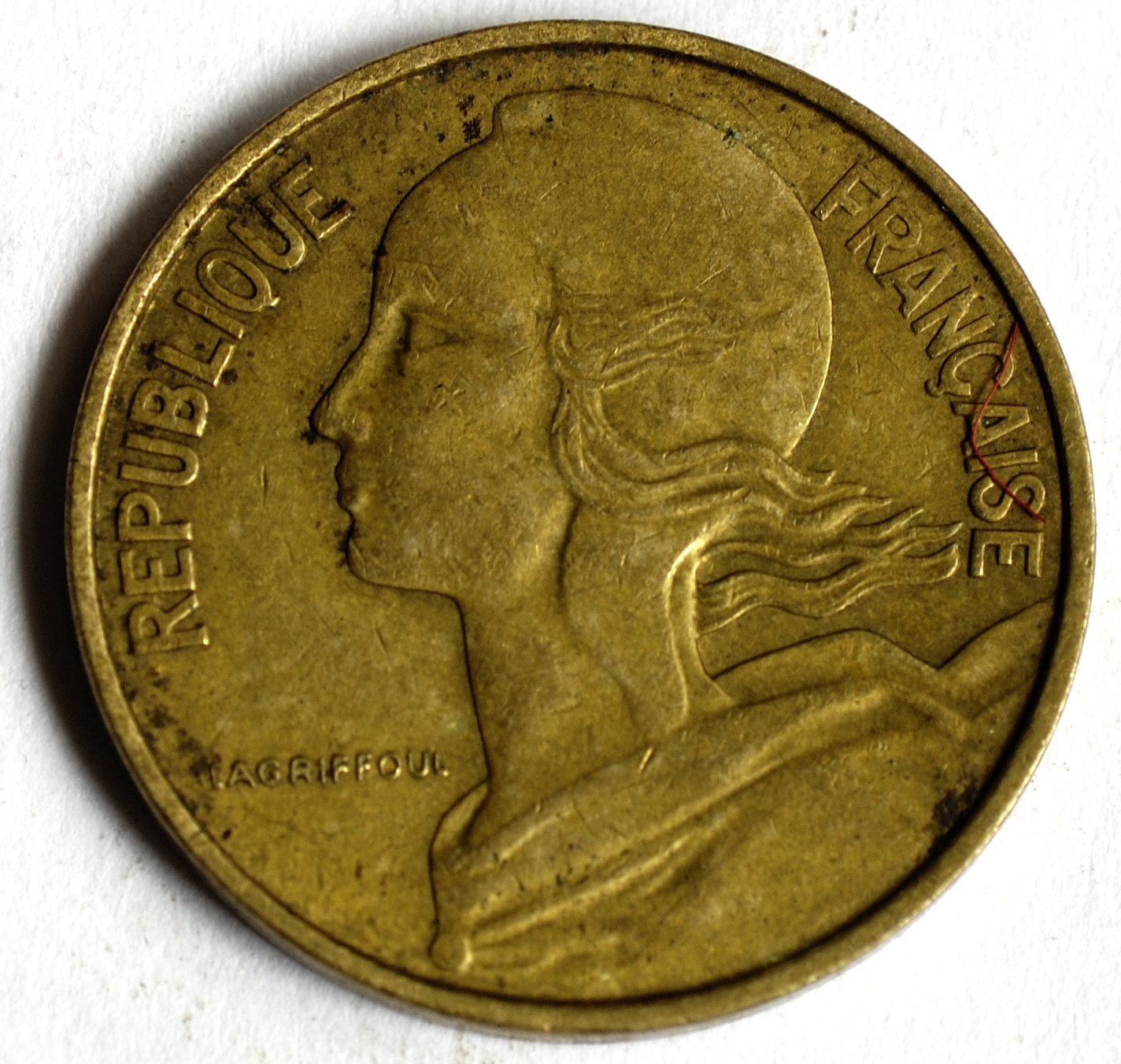
フランスの10サンチーム(1963年)

サンチーム（フランス語: Centime, ラテン語: centesimus）は、フランス語でセントを意味し、フランス語圏の国（スイス、アルジェリア、ベルギー、モロッコやフランス）における通貨の補助単位として使用される。
サンチームは、次に挙げる通貨単位の100分の1を示す。

## 現在使用される通貨
- アルジェリア・ディナール
- ブルンジ・フラン
- CFPフラン
- CFAフラン
- コモロ・フラン
- コンゴ・フラン
- ジブチ・フラン
- エチオピア・ブル（サンティーム）
- ユーロ（フランス語圏の加盟国のみ）
- ギニア・フラン
- ハイチ・グールド
- モロッコ・ディルハム
- ルワンダ・フラン
- スイス・フラン（フランス語話者と英語話者のみ。イタリア語話者はcentesimoを用いる。ラッペン参照）

## 過去使用された通貨
この一覧は未完成です。加筆、訂正して下さる協力者を求めています。
- アルジェリア・フラン
- ベルギー・フラン (オランダ語: centiem)
- カンボジア・フラン（英語版）
- en:French Camerounian franc
- en:French Guianan franc
- フランス・フラン
- en:Guadeloupe franc
- en:Katangese franc
- ラッツ（サンティームス）
- ルクセンブルク・フラン
- en:Malagasy franc
- マリ・フラン
- en:Martinique franc
- モネガスク・フラン
- en:Moroccan franc
- ニューヘブリディーズ・フラン
- en:Réunion franc
- ペセタ
- en:Tunisian franc
- en:Westphalian frank

## その他
| 記号 | Unicode | JIS X 0213 | 文字参照          | 名称           |
| ---- | ------- | ---------- | ----------------- | -------------- |
| ㌠   | U+3320  | -          | &#x3320; &#13088; | 全角サンチーム |